# Neohedobia texana
Neohedobia texana är en skalbaggsart som beskrevs av Fisher 1919. Neohedobia texana ingår i släktet Neohedobia och familjen trägnagare. Inga underarter finns listade i Catalogue of Life.